# Ida Lewis
Ida Lewis (Newport, 1842. február 25. – Lime Rock, 1911. október 25.) amerikai világítótoronyőr.

## Életrajz
1842. február 25-én született a Rhode Island-i Newportban. Édesapja Lime Rock világítótornyának őre volt mindaddig, amíg agyvérzésben el nem hunyt. Ida Lewis 1879-ben vette át a Lime Rock-i világítótornyának őrzési feladatait.
Az első őr valójában Ida Lewis féltestvére volt. Néhány hónappal később átadta a pozíciót apjának, Hosea Lewisnek, aki élete végéig őrizte a világítótornyot lányával együtt. Halála után Ida vette át a világítótornyot egészen 1911-es haláláig. Már 1869-ben híres volt, mint egyedülálló mentőállomás. Ezen év végéig annyi  mentést hajtott végre a Newport Harbor vizein, hogy széles körben írtak róla, többek között a Harpers Weekly, a The New York Tribune és számos más kiadvány is, és megjelent egy Ida Lewis, a Lime Rock hősnője című könyv is. Folyamatosan összehasonlították az angol világítótornyőr lányával, Grace Darlinggal, aki hasonlóképpen bátram mentett életet.

## Emlékezete
1924-ben Lime Rock nevét Lewis Rockra nevezte át Rhode Island elöljárósága. 2014-ben Ida Lewis: America's Forgotten Heroine címmel dokumentumfilmet készítettek az életéről.